# خلأ موقت
خلأ موقت یا خلأ ناگهانی (به انگلیسی: The Casual Vacancy) رمانی از جی.کی. رولینگ نویسنده انگلستانی است که در ۲۷ سپتامبر ۲۰۱۲ منتشر شد. طبق گفته این نویسنده خلأ موقت اولین رمانی است که توسط ایشان برای بزرگسالان نوشته شد. خلا موقت همچنین اولین تجربه رولینگ در ژانری غیر از فانتزی است. خلا موقت داستانی کاملاً سیاسی و رئالیستی دارد و برخلاف کارهای قبلی رولینگ خبری از سوژه‌های فانتزی و سورئالیستی در داستان نیست. با این حال نشانه‌ها و ردپای رولینگ در داستان کاملاً مشهود است. خلأ موقت همچون کتاب‌های قبلی رولینگ داستانی چندوجهی با شخصیت‌هایی زیاد دارد که هرکدام جهان بینی خاص خود را دارند. رولینگ برای اولین بار در این کتاب از حرف‌های رکیک و صحنه‌ها جنسی برای پیش بردن داستان استفاده کرده‌است. ترجمه این کتاب هم به زبان فارسی همچون کتاب‌های هری پاتر بر عهده مترجم رسمی خانم رولینگ یعنی ویدا اسلامیه بوده‌است. خلا موقت با ترجمه ویدا اسلامیه و توسط کتابسرای تندیس منتشر شده‌است.

## طرح داستان
وقتی بری فیربرادر در در اوایل چهل سالگی به‌طور غیرمنتظره‌ای مُرد، شهر کوچک پَگفورد در شوک ماند.
پَگفورد، به ظاهر شرح منظره‌ای از زندگانی روستایی انگلیسی است با میدان خرید سنگ‌فرش شده و صومعه‌ای کهن. اما آنچه که در پشت این زیبایی ظاهری نهفته‌است جنگی است در شهرک، ثروتمند در جنگ با فقیر. نوجوانان در جدال با والدینشان، زنان خانه‌دار در جنگ با همسرانشان و معلمان در جنگ با دانش‌آموزانشان.
پَگفورد دیگر مثل سابق نیست؛ و بزودی صندلی خالی بری در شورای محله عامل تحریک‌کنندهٔ بزرگترین جنگی می‌شود که شهرک به خود دیده است و اینکه چه کسی در انتخابات لبریز از احساسات تند و شدید با دورویی و افشا سازی‌های غیرمنتظره پیروز خواهد شد؟

## پیوند وابسته
- خلأ موقت (مجموعه تلوزیونی)